# William James (giocatore di football americano 1991)
William James (15 novembre 1991) è un giocatore di football americano svedese con cittadinanza britannica che gioca nel ruolo di linebacker per i Panthers Wrocław.